# General Las Heras
General Las Heras es una ciudad argentina, cabecera del partido homónimo, situada en el Noreste de la provincia de Buenos Aires, Argentina, a la vera de la RP 40 ex RN 200, a 97 km de la Ciudad de Buenos Aires y a 120 km en línea recta de la ciudad de La Plata. 

## Historia
General Las Heras nace como partido el 25 de octubre de 1864, siendo sus principales pobladores españoles, italianos, irlandeses, franceses y alemanes. Creado el mismo, sus límites jurisdiccionales fueron establecidos por decreto en febrero de 1875 siendo estos los partidos de La Matanza, Morón, Luján, Navarro, Lobos y Cañuelas.
El ferrocarril de la Línea Sarmiento comienza su funcionamiento en el ramal que comprende las estaciones de Merlo y Lobos, quedando Las Heras dentro del recorrido y siendo este un hecho de relevada importancia para el crecimiento del Partido de General Las Heras. Con este acontecimiento, el remate de tierras en torno a la estación del ferrocarril permite que en poco tiempo se desarrolle una población estable y de importante notoriedad.
Por aquellos años el señor Paulino Speratti por intermedio de su señora esposa Casilda Villamayor, realiza donaciones de tierras para la construcción de la iglesia, una plaza, una escuela, el asiento de las autoridades municipales y el Juzgado de Paz.
La primera autoridad de General Las Heras, fue el juez Ramón Dumont, nombrado por decreto en febrero de 1864 y que por razones de mejor control y con la autorización del ministro de Gobierno de la Provincia de Buenos Aires, dividió las tierras del partido en seis cuarteles a cargo de un alcalde por cuartel. Este sistema caduca con la creación de la ley del 11 de septiembre de 1884, donde se separan las funciones judiciales de los administrativos y políticas que ejecutaban los jueces de Paz, iniciándose así la etapa de los intendentes municipales y ocupando este primer cargo don Juan Zamudio, persona apodada "el padre de los pobres" ya que toda persona que se acercaba a su estancia era bien recibido y ayudado generosamente.
Don Juan Zamudio también solucionaba los problemas entre los pobladores y su palabra era escuchada como fallo inapelable.
En el año 1905, se construye un local con dos piezas para el despacho de las autoridades municipales. Con el correr de los años se buscaba ampliar el edificio municipal para mayor comodidad, ya que en esas dos piezas desempeñaban sus funciones el intendente, el juez de paz, la policía y el Concejo Deliberante.Terminadas las obras en el año 1906 el edificio reunía las comodidades imprescindibles de la época para que las autoridades pudieran realizar sus tareas con comodidad. Años más tarde, nuevamente el edificio municipal requiere de una serie de arreglos que demandarían una importante suma de dinero decidiendo de esta manera su demolición y la reconstrucción a un costo más bajo, culminando las obras en el año 1958.

## Toponimia
El nombre del partido recuerda al guerrero de la Independencia que fue gobernador de la provincia de Buenos Aires entre 1824 y 1826, el general Juan Gregorio de Las Heras.

## Geografía

### Población
Cuenta con 18,022 habitantes (Indec, 2022), lo que representa un incremento del 59,05% frente a los 11,331 habitantes (Indec, 2010) del censo anterior. 
| Gráfica de evolución demográfica de General Las Heras entre 1895 y 2022                             |
| |
| El censo de 1914 no dio a conocer datos de localidades con menos de 2.000 habitantes.Fuentes: INDEC |

## Educación terciaria
El Instituto Superior de Formación Docente y Técnica N.º 44, ISFDT 44, de la Dirección de Educación Superior de la provincia de Buenos Aires ofrece:
- Profesorado en Educación Primaria
- Profesorado en Educación Inicial
- Profesorado de educación secundaria en Física
- Profesorado en Educación Física
- Profesorado en Matemática
- Profesorado de educación secundaria en historia.
- Profesorado en Lengua y Literatura
- Profesorado en Educación Especial - Orientación en Discapacidad Motora
- Tecnicatura Superior en Análisis de Sistemas
- Tecnicatura Superior en producción agrícola ganadera.
- Tecnicatura Superior en industrias agroalimentarias.
- Tecnicatura Superior en Enfermería

## Deportivas y sociales

### Fútbol
- Club Atlético San Miguel (Liga Lobense de Fútbol-A.F.A)
- Club Atlético San Martín (Liga Herense de Fútbol)
- Club Atlético Social y Deportivo Las Heras (Liga Lobense de Fútbol-A.F.A)
- Club Atlético La Estrella (Liga Herense de Fútbol)
- Viva Plomer (Club de Amigos)
- Club Social (Liga Herense de Fútbol)
- Club Independiente (Liga Herense de Fútbol)

## Véase también

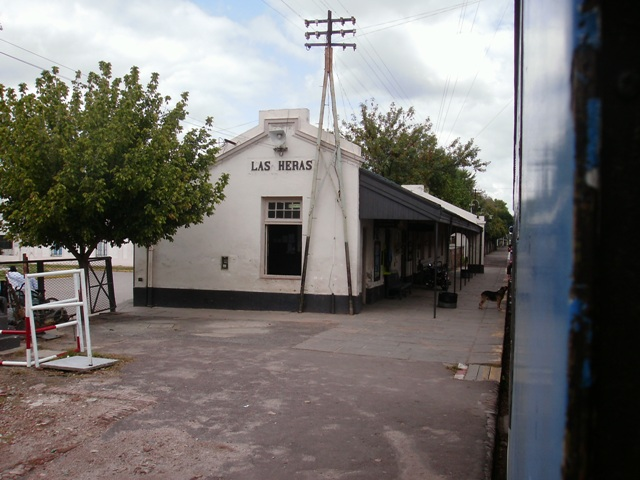
Estación de ferrocarril de Las Heras.

### Rugby
- "Las Heras Rugby Club"

### Tenis
- Las Heras Top Tenis

### Pádel
- Corner Paddle

### Hockey
- Club Atlético San Miguel

### Natación
- Centro Akuaman

## Personalidades destacadas
- Carlos Carella, actor
- Dolli Irigoyen, chef
- Francisco Savio, maquinista
- Nicolas Taberna, Olimpia de Plata en Pato, Deporte Nacional
- Diego Cerega, futbolista ciego
- Alfredo Ábalos, futbolista
- Cristóbal Herreros, músico
- Facundo Kennedy, campeón mundial de Pelota Paleta [8]

## Empresas Locales
- Las Quinas-AGLH S.A. Empresa radicada en el pueblo desde el año 2003, fue galardonada con el Premio Internacional BiolMiel 2011 a la Mejor Miel Orgánica del Mundo. AGLH SA se hizo acreedora del Premio más importante a nivel mundial entre 200 muestras preseleccionadas de todos los continentes para su Miel Las Quinas.

- Mondelez Internacional

- Frigorífico LH

- Frigorífico First
- Biagro
- Agroindustrias Baires
- Megafund
- Cabaña Argentina
- Lácteos Barraza
- Venier
- Chacinados y Embutidos Nahuelin

## Parroquias de la Iglesia católica en General Las Heras
| Arquidiócesis | Mercedes-Luján |
| ------------- | -------------- |
| Parroquia     | San Cipriano   |